# Положение ризы и пояса Богоматери
«Положение ризы и пояса Богоматери» — икона, атрибутируемая мастерской Дионисия, время создания — 1485 год. Икона местного ряда Ризположенской церкви села Бородава (ныне Кирилловский район Вологодской области), ранее находившейся в Ферапонтовом монастыре. В настоящее время  икона находится в собрании ЦМиАР (инв. ВП 57).

## Происхождение
Икона происходит из деревянной Церкви Ризоположения в селе Бородава (из местного ряда иконостаса), перенесенной в 1957 году в Кирилло-Белозерский монастырь. Возможно, что икона была заказана для церкви её строителем ростовским архиепископом Иоасафом в Москве. В ЦМиАР поступила в 1956 году.

## Сохранность
Деревянная основа со сквозной трещиной. Правая часть иконы имеет живописные вставки XVI века (фигура женщины из свиты, частично фигура императрицы, частично стена). Восстановление с тонированием левкаса участками по всей иконе. Потёртость золотого фона и нимбов, ассиста. Икона реставрировалась в 1958—1959 годах в ЦМиАР В. Е. Брягиным.

## Описание
В центре композиции поставлен престол под светло-зелёным покровом и красными боковыми драпировками. У престола находятся патриарх Геннадий I (слева) и император Византии Лев I (справа), возлагающие ризу (мафорий) и пояс Богоматери. Патриарха константинопольского сопровождают епископ и монах, императора — его супруга Верина со своими придворными дамами. Архитектурная композиция на дальнем плане представляет собой светло-зеленое здание со входом в виде арки, покрытое киворием на коричневых колоннах, разделанных под мрамор. Завеса кивория красная. За зданием стена, фланкированная двумя башнями, от одной башни к другой прокинут велум. Кровли кивория и башен сине-зелёные. Патриарх и епископ облачены в белоснежные фелони с крестами (полиставрионы). На императоре дивитисий красно-лилового цвета, на императрице также дивитисий красного цвета. Одежды императорской четы отделаны золотой каймой, их головы венчают золотые короны в три лопасти, у Верины из-под короны спускается сетка, унизанная жемчугом. На монахе жёлтая ряса под коричневым плащом и куколь чёрного цвета. Мафории женщин зелёные. Лики светлого санкиря прописаны охрами розоватых оттенков с подрумянкой киноварью. Позём синий, фон, нимбы и поля золочёные.

## Сюжет
Образцом для иконописца послужила икона Ризположенской церкви Московского Кремля. Икона не сохранилась до нашего времени, составить представление о ней можно по стенописной копии, исполненной на наружной стене церкви  в XVII веке.
Особенность иконы — изображение двух событий, произошедших в разное время, как единого. Священные реликвии были доставлены из Иерусалима в Константинополь и положены: риза Богоматери в церкви св. Раки во Влахернах в 473 году, пояс — в капелле Агиа Сорос при Халкопратийской церкви Богородицы в Константинополе. Во Влахерны пояс Богоматери был перенесен в XII веке. Детали положения ризы во Влахернах, произошедшего при Льве I и Геннадии I, известны из «Похвального слова на Положение ризы».
Византийская иконография Положения пояса повторяет иконографию Положения ризы. Икона из церкви села Бородава достаточно близко передаёт традиционную композицию, однако, в отличие от византийских образцов, объединяет два Положения реликвий. Ещё одна особенность — император с женой и свитой представлен справа от престола. Император и императрица изображены в соответствии с описанием поклонения ризе Богоматери в церкви св. Раки, оставленном Константином Багрянородным (X в.). Архитектурный комплекс на заднем плане может символизировать либо капеллу церкви, либо её киворий.

## Атрибуция
Н. В. Перцев, делавший пробные раскрытия живописи иконы в 1937 году, атрибутировал её мастеру из круга Дионисия и относил создание ко времени около 1500 года. С выводами Перцева были согласны В. И. Антонова и В. Н. Лазарев. По мнению Г. В. Попова, связавшего появление иконы со строительством церкви, она была написана на полтора десятилетия ранее, в 1485 году. В вопросе атрибуции Попов опирался на стилистическое сходство с произведениями главного течения московской живописи периода до начала творчества Дионисия. Как считал исследователь, живопись «Положения ризы…» отличается от произведений круга Дионисия своими открытыми, чистыми цветами, а также жёсткостью и буквальностью прорисовки, особенно одежд персонажей.

## Комментарии
1. ↑  См., например, миниатюру Минология XI в. в Национальной библиотеке Франции — gr. 1528[2].
2. ↑  Оба здания, в которых хранились реликвии, — церковь св. Раки и капелла Агиа Сорос, были круглыми сооружениями небольшого объема с купольным завершением[2].
3. ↑  Датировка по антиминсу из неё[3].